# 堕天使 (BUCK-TICKの曲)
「堕天使」（だてんし）は、日本のロックバンド、BUCK-TICKの39枚目のシングル。2020年1月29日にLingua Sounda/JVCケンウッド・ビクターエンタテインメントから発売。

## 概要
シングル発売前のツアー「THE DAY IN QUESTION 2019」にて初披露された。

## 記録
オリコン週間チャート(2020年02月10日付)では、初週で11,449枚を売り上げ、6位を獲得。

## 収録曲
1. 堕天使 (3:59)
  - 作詞：櫻井敦司、作曲：今井寿、編曲：BUCK-TICK
2. Luna Park (3:37)
  - 作詞：櫻井敦司、作曲：星野英彦、編曲：BUCK-TICK

## 参加ミュージシャン
- 櫻井敦司 - ボーカル
- 今井寿 - ギター、ノイズ
- 星野英彦 - ギター
- 樋口豊 - ベース
- ヤガミトール - ドラムス

### サポートミュージシャン
- 横山和俊 - マニピュレート、シンセサイザー